# 龙冬花
龙冬花（1929年11月—2004年9月7日），女，安徽桐城人，中华人民共和国政治人物，全国劳动模范、中共九大、中共十大、中共十一大代表，第二、三、四、五届全国政协委员。

## 生平经历

### 早年经历
龙冬花1929年出生于安徽省桐城县罗塘乡将军村（今属安庆市宜秀区）一个贫苦的下农家庭。15岁时，因丧父，其母被迫将其送到长江南岸的贵池县乌沙夹（今池州市贵池区乌沙镇）当童养媳。1948年，她与当地村民陈友恒结婚。次年，因江防紧张，丈夫被中华民国国军掳走参与修建工事。
1949年4月21日下午5时30分，中国人民解放军在乌沙夹登陆，次日凌晨占领贵池县城。龙冬花与其夫积极响应中共政策，率先在贵池县进行土地改革和反霸斗争，将她的原雇主送上人民法庭处决。

### 工作生涯

#### 抗洪救灾
1952年春，龙冬花加入中国共产党。为了发展农业生产，龙冬花在柳城村带头成立了贵池县第一个互助组。1952年7月，安徽省长江沿岸爆发洪灾，导致龙冬花所在的北闸江堤决口。时任贵池县乌沙区委书记高燮明任命龙冬花主持抗洪救灾工作。起初，当地民众乃至整个中国都对女性存在偏见，民众认为女性劳动能力相比较低，不能领导他们，但龙在抗洪前线奋战十天十夜，甚至用身体堵住决口，最终使当地13万群众和14万亩耕地免受威胁。1954年7月长江大洪水，乌沙圩堤被冲塌，村民登上屋顶等待救援。龙冒死救出7名居民，被称作“龙恩人”。1955年，乌沙镇因梅雨爆发内涝。龙冬花率领当地民众，抗击洪涝灾害，并改种晚稻，使当地粮食大大增产，收到时任县长高燮明的赞扬。灾后，因在幸福大队（今属乌沙镇幸福村）率先推行科学种棉，并在贵池首先实现农业机械化，被评为“全国妇女积极分子”。

#### 首次参加全国性大会
1953年，龙冬花出席在北京召开的全国妇女积极分子代表大会，受毛泽东主席接见。1956年1月10日，龙冬花以“特别邀请代表”身份出席中国人民政治协商会议第二届全国委员会。2月7日晚上，她在怀仁堂给毛主席敬酒的大幅照片，刊载于全国各地报刊上，以此为题材的年画，1957年全国印数达100万幅。龙冬花抗洪救灾的事迹也写入了人民教育出版社1950至70年代的小学语文课本。1957年，时任中华人民共和国国务院总理周恩来为其签署全国农业劳动模范证书。1953年至1972年，龙冬花先后18次到北京参加各种全国性会议．并13次受毛泽东接见。

#### 正式转为国家干部
1958年，经中共安徽省委和贵池县委批准，龙冬花正式转为国家干部。1958年至1979年，先后担任幸福大队党支部书记、乌沙人民公社党委副书记、贵池县妇联副主任、池州地区革命委员会副主任、安徽省妇联副主任，中共安徽省委委员等职务。并当选中共第九、十、十一大代表，第二、三、四、五届全国政协委员。
1961年初，中共贵池县委将其调离生产岗位，到池州师范专科学校（今池州学院）学习科学文化知识。1979年4月，因长江水位上涨，乌沙公社幸福大队的防汛任务更加紧迫。龙冬花不顾病痛，带领190名社员前往城关区的杜湖（今属杏花村街道杜坞社区）开采石头用于防汛。为缓解病痛，龙冬花每天早起熬制中药，除吃药外十天不进食，和六名船工仅凭双手一天开采17.5吨石头。任务刚刚结束，县委通知幸福大队派人到东南湖农场（今属平天湖风景区管理委员会）挑土，她刚要出发，幸福大队民众劝阻她要为自己的健康考虑，但她依然动身前往。最终，经当地医院诊断，龙冬花腰椎、胸椎有严重疾病，且胃炎十分严重，为其之后的胃癌埋下病根。

### 退休后经历
由于长期劳作在圩区，龙冬花因此患有严重的风湿病和妇科疾病。1980年，龙冬花因健康情况欠佳，再加上为其子女申请在池州城内的就职机会，主动向上级提出提前退休，辞去贵池县妇联副主任职务。但她并没有退出劳动，依然在当地政府分给其丈夫的简易宿舍附近开垦荒地种植蔬菜。一听说邻里有什么问题，她就四处奔走，当地民众尊称其为“龙劳模”。
1991年7月中旬，池州再次爆发严重洪涝灾害。此时，龙冬花因病情恶化在贵池市人民医院住院。虽然她未能参与抗洪救灾，但依然积极捐款，让其丈夫陈友恒于7月24日送到当地妇联，“不能出力，那就出钱！老百姓还在受苦受难，我身为一位共产党员怎能不为国家分忧呢！”
1990年代后期，龙冬花认为自己不是千金小姐，自己年事已高，有病在身，所以不去医院检查。直到2000年4月，积劳成疾的龙冬花因身体严重不适才去医院检查，结果查出胃癌晚期，2001年又动手术。按照当地规定，她的治疗费用可以全部由政府报销，但是龙冬花却一再要求提前出院，自称不能再为国家做贡献，唯一能做的就是少花费国家的钱。2004年9月7日因胃癌并发症病逝于贵池区城区。

## 评价
《贵池市志》称龙冬花从不居功自傲，上级奖励的资金绝大部分被捐给当地慈善机构，穿着朴素，不注重饮食。龙一生甚至没有乘坐过汽车，甚至不坐自行车的后座。

## 家庭
- 龙冬花15岁时，父亲去世，母亲于1974年去世。[7]
- 丈夫陈友恒：贵池县幸福乡陈村（今属贵池区乌沙镇幸福村）人，曾为中华民国国军军人，不久投诚中国人民解放军，后加入空军部队，最后在贵池县矿管局工作。[5][7]

- 龙冬花一生共生育了6个子女，另有15个孙辈：
  - 长女出生于1949年初，但在当年抗洪期间，龙冬花因劳累过度晕倒在江堤上，在睡梦中不慎将女儿压死。[7]
  - 长子陈建国（1950 - ）：中国人民解放军军人，曾在对越自卫反击战中获三等功。曾任原贵池市地税局办公室主任。[13]
  - 次子陈建平（1952 - ）、三子陳建明（1957 - ）[11]、次女为当地工人，三女为贵池基层干部，均已退休。[13]

## 荣誉
- 1952年2月，被评为安徽省劳动模范[6]
- 1953年10月，被评为全国妇女积极分子[6]
- 1957年10月，被评为全国劳动模范[6]；
- 1979年3月，被评为全国“三八”红旗手[6]；